# Горин, Сергей Анатольевич
Серге́й Анато́льевич Гори́н (род. 10 октября 1958-умер 12 декабря 2023) — российский врач-психиатр, психотерапевт, один из крупнейших специалистов по нейролингвистическому программированию (НЛП) и эриксонианскому гипнозу в России, политтехнолог. По результатам Первой Всероссийской научно-практической конференции «Новые избирательные технологии», прошедшей в Москве и Иванове в 1999 году, вошёл в top-10 российских специалистов по малобюджетным выборным кампаниям.

## Биография
Окончил Красноярский медицинский институт (1981) со специализацией по психиатрии. Сергей Горин написал свыше 50 научных статей. Эти работы касаются проблем диагностики, лечения и профилактики алкоголизма и наркоманий, организации антинаркотической пропаганды, психологии религиозных сект, экспериментов, связанных с гипнозом. Член Союза журналистов России. Входит в состав учредителей Красноярской пиар-ассоциации.
Автор восьми монографий, посвящённых гипнозу и манипуляции сознанием, НЛП: «А вы пробовали гипноз?», «НЛП: техники россыпью», «Нэлпер в свободном полете», «Предвыборные помои», «Тренер НЛП: Брэнд, Миф, Ритуалы», «Психотерапевтическая кулинария», «Соблазнение» (совместно с С. Огурцовым), «Оружие — слово» (совместно с А. Котлячковым). Книга «Соблазнение» стала, по сведениям независимых счётчиков библиотечных сайтов, одной из самых читаемых книг Рунета. Ещё две книги о PR и рекламе, написанные Сергеем Гориным, вышли в свет под псевдонимом. Книга «А вы пробовали гипноз?» выдержала с 1993 г. 22 издания, её общий тираж составил свыше 300 000 экз. Этот труд признан русским НЛП-сообществом основополагающим, именно он принёс автору звание живого классика гипноза и НЛП.
В своей книге «Реклама. Новые технологии в России», рекомендованной Международной рекламной ассоциацией IAA в качестве учебного пособия, профессор О. А. Феофанов неоднократно ссылается на авторитетное мнение Сергея Горина в сфере выборных технологий:
"Вот как рассматривает технологию выборов известный имиджмейкер из сибирского города Канска, не только теоретик, но и практик политической рекламы Сергей Горин: «Выборы — это, скорее, не „игра“, а „война“ с бомбёжкой, разведкой, контрразведкой, взятием „языков“, использованием перебежчиков. Даже подчас с устранением соперника. Иногда компромат страшнее пули. Я стараюсь относиться к избирательной кампании и её результатам, как к шахматной партии». 
"В связи с этим известный имиджмейкер Сергей Горин не без доли цинизма заявляет: «Если люди хотят, чтобы их обманули, просто грех не удовлетворить их желание. Если люди допускают, чтобы с ними так обращались, с ними и станут так обращаться. Мы всё время будем выбирать тех, кто красиво говорит и может хорошо платить за работу на себя. Выборная технология даже в крае… — это десятки тысяч привлечённых людей. На этом фоне победа одного честного человека — сенсация; победит тот, кого лучше „сделают“»..
Также на Сергея Горина ссылается в своей знаменитой книге об искусстве самообороны «Боевая машина» А. Е. Тарас:
«Специалисты отмечают, что искусство применения „якорей“ для вхождения в транс основывается на удачном выборе моментов для их постановки, удачном выборе типов „якорей“ и удачном воспроизведении уже поставленных (см.: Горин С. А. А вы пробовали гипноз? — СПб, 1995, с. 147).».
Игорь Ниесов, руководитель проекта «Психология и Бизнес On-Line» так отозвался о работе Сергея Горина:
 «Такая работа требует, с одной стороны, использовать некие шаблоны в чистом виде; а с другой стороны — быть предельно гибким в общении. То есть, каждый раз должна ярко проявляться личность того, кто эти шаблоны применяет»..
Сергей Горин плодотворно занимался переводами. Он перевёл на русский язык четыре ключевых труда по нейролингвистическому программированию и эриксонианскому гипнозу: Дж. Гриндер, Р. Бэндлер, «Формирование транса»; Дж. Хейли, «Необычайная психотерапия»; Л. Ллойд, «Школьная магия»; Д. Гордон, «Терапевтические метафоры».
Сергей Горин известен также как ведущий авторских семинаров, мастер-классов и как автор публикаций на тему: «Русскоязычная модель эриксонианского гипноза и НЛП», «НЛП-концепция в PR, пропаганде, рекламе», «Психология и практика рекламы, пропаганды, контрпропаганды», «Психология религиозных сект», «Информационные войны и идеологические диверсии», «Управляемый скандал как инструмент PR». С 1994 г. консультирует рекламные и предвыборные кампании. С 1996 г. эта работа стала для Сергея Горина постоянной.
В 2000—2001 гг.работал главным политтехнологом в аппарате А. И. Лебедя. В этот же период проходил обучение ведению «информационных войн». С начала двухтысячных годов специализируется в области контрпропаганды.
Сергей Горин проводил курсы в Школе гипноза Г.Гончарова (Москва, 1995—1999 гг.), в Томском педагогическом университете, на Смоленском некоммерческом семинаре по психотерапии и практической психологии (организатор К.Ковалёнок), на декадниках Красноярского университета и Красноярского медицинского института по психотерапии и практической психологии (организаторы В.Макаров, Б.Хасан), на международных семинарах по телефонному консультированию. Программа С.Горина по эриксонианскому гипнозу в 1995 г. была принята в качестве базовой программы московским Институтом групповой и семейной психотерапии (Л. М. Кроль). С. А. Горин — участник всероссийских и международных конференций по избирательным технологиям.
Занимался политконсультированием депутатов городских, краевых законодательных собраний, а также Государственной Думы, работал политтехнологом в выборных кампаниях мэров нескольких городов, губернатора Красноярского края.
О стратегиях С. Горина в избирательных кампаниях и его взглядах на процесс предвыборной борьбы Евгений Слогодский написал книгу «Продавец идей». Также рассказ о приёмах работы Сергея Горина представлен в статье Я. Юферовой «Продавцы идей выходят на охоту»..
Сергей Горин консультировал организаторов акции по «облачению» скульптурной группы «Рабочий и колхозница» в цвета российского триколора.
В настоящее время живёт и работает в Ногинске (Московская область). В 2017 году в издательстве «Эксмо» вышло продолжение книги «А вы пробовали гипноз?».

## Сочинения
- Горин, С. А. А вы пробовали гипноз? — С.-П.: Лань, 1995
- Горин, С. А. НЛП: Техники россыпью — М.: КСП+, 2004
- Горин, С. А. Нэлпер в свободном полёте — М.: КСП+, 2004
- Горин, С. А., Котлячков, А. Оружие — слово. Оборона и нападение с помощью… — М.: КСП+, 2009—350 с
- Горин, С. А., Огурцов, С. В. Соблазнение (НЛП без комплексов) — М.: Твои книги, 2008—320 с
- Горин, С. А. Предвыборные помои. — М.: КСП+, 2011
- Горин, С. А. Тренер НЛП: Брэнд, Миф, Ритуалы. — М.: Твои книги, 2012—303 с
- Горин, С. А. Психотерапевтическая кулинария.— Киев: Мультимедийное издательство Стрельбицкого, 2013
- Горин, С. А. А вы пробовали гипноз? Плюс часть II: по письмам читателей. — Москва: Эксмо, 2017